# Tom Daley (cầu thủ bóng đá)
Thomas Daley (sinh ngày 15 tháng 11 năm 1933-2020) là một cựu cầu thủ bóng đá sinh ra ở Grimsby, Lincolnshire, thi đấu ở vị trí thủ môn ở Football League cho Grimsby Town và  Huddersfield Town. Sau đó ông thi đấu cho Peterborough United, Gainsborough Trinity và Boston United ở bóng đá non-league.